# ویل شریدان
ویل شریدان (انگلیسی: Will Sheridan؛ زادهٔ ۱۲ ژانویهٔ ۱۹۸۵) بازیکن سابق بسکتبال و رپر اهل ایالات متحده آمریکا است.